# Carolina (Surinam)
Carolina – miasto oraz okręg (ressorten) w dystrykcie Para, w Surinamie. Według danych na rok 2012 miasto zamieszkiwały 343 osoby, a gęstość zaludnienia wyniosła 0,2 os./km².

## Demografia
Ludność historyczna:
| Rok                           | 2004  | 2012  |
| ----------------------------- | ----- | ----- |
| Ludność                       | 220   | 343   |
| Gęstość zaludnienia os./km²   | 0,1   | 0,2   |
| Roczna zmiana liczby ludności | +5,7% | +5,7% |

## Klimat
Klimat jest tropikalny. Średnia temperatura wynosi 23°C. Najcieplejszym miesiącem jest listopad (24°C), a najzimniejszym miesiącem jest styczeń (22°C). Średnie opady wynoszą 2492 milimetrów rocznie. Najbardziej wilgotnym miesiącem jest maj (404 milimetry deszczu), a najbardziej suchym miesiącem jest wrzesień (86 milimetrów).